# Кочани (Мядельський район)
Кочани (біл. вёска Качані) — село в складі Мядельського району Мінської області, Білорусь. Село підпорядковане Старогабській сільській раді, розташоване в північній частині області.